# Phonétique acoustique
 (octobre 2023).
Si vous disposez d'ouvrages ou d'articles de référence ou si vous connaissez des sites web de qualité traitant du thème abordé ici, merci de compléter l'article en donnant les références utiles à sa vérifiabilité et en les liant à la section « Notes et références ».
La phonétique acoustique est une partie de la linguistique qui a pour but de classer les sons en fonction de leur perception par le locuteur. On distingue deux sous-branches qui diffèrent selon la méthode adoptée : la phonétique auditive et la phonétique acoustique scientifique. 
- La phonétique auditive propose un classement basé sur les impressions auditives provoquées par les sons du langage. Si elle ne parvient pas à un classement raisonné, elle marque néanmoins de manière durable la terminologie utilisée dans le classement articulatoire. Par exemple, le terme « chuintant » utilisé pour caractériser la consonne prédorso-prépalatale /ch/ montre l'importance de l'impression auditive subjective.

- La phonétique acoustique scientifique s'appuie sur le  traitement de signal. Cet apport de la physique acoustique permet un classement fin des sons en fonction de leur hauteur, de leur intensité et de leur timbre, ces trois notions pouvant être traduites en variables physiques — fréquence ; amplitude de la vibration ; audibilité des harmoniques.